# Microtus chrotorrhinus
Microtus chrotorrhinus és una espècie de mamífer rosegador de la família dels cricètids. Viu a l'est de Nord-amèrica.